# Werner Münch
Pour les articles homonymes, voir Münch.
Werner Münch, né le 25 septembre 1940 à Kirchhellen, est un homme politique allemand, membre de l'Union chrétienne-démocrate d'Allemagne entre 1972 et 2009.
Il est élu député européen d'Allemagne de l'Ouest en 1984, mandat qu'il abandonne six ans plus tard pour devenir ministre des Finances du Land reconstitué de Saxe-Anhalt, en ex-Allemagne de l'Est. En juillet 1991, il est investi ministre-président, mais doit démissionner de ce poste au bout de deux ans et demi.
Il se retire de la vie politique en 1994 pour entrer dans le secteur privé. En 2009, il quitte la CDU, dont il critique l'évolution vers le centre.

## Biographie

### De l'armée à l'enseignement
Né en Rhénanie-du-Nord-Westphalie, il passe son Abitur en 1961 à Salzgitter, une grande ville du sud de la Basse-Saxe. Il s'engage ensuite dans la Bundeswehr pendant six ans, quittant l'armée fédérale avec le grade de lieutenant-colonel de réserve.
Il s'inscrit alors à l'université de Fribourg-en-Brisgau, dans le Bade-Wurtemberg, pour y étudier les sciences politiques, la sociologie et l'histoire. Il passe sa maîtrise universitaire ès lettres en 1970 et devient assistant de recherche à l'université d'Osnabrück, en Basse-Saxe.
Deux ans plus tard, il est nommé professeur de sciences politiques et sociologie à l'université de sciences appliquées « Katholische Fachhochschule Norddeutschland ». Désigné recteur de l'établissement en 1973, il passe son doctorat de philosophie en 1974.

### Six ans au Parlement européen
Vice-président de la CDU d'Oldenbourg et membre du comité directeur de la CDU en Basse-Saxe, il est élu député au Parlement européen lors des élections européennes du 17 juin 1984. Il rejoint alors le groupe du Parti populaire européen (PPE), la commission de la Jeunesse et la commission de l'Énergie. Il est réélu aux élections du 18 juin 1989.

### Carrière en Saxe-Anhalt
Le 2 novembre 1990, un mois après la réunification allemande, il est nommé ministre des Finances du Land de la Saxe-Anhalt, en ancienne Allemagne de l'Est, dans le gouvernement de Gerd Gies. À peine huit mois plus tard, le 4 juillet 1991, il est investi ministre-président à la tête d'une coalition noire-jaune entre la CDU et le Parti libéral-démocrate (FDP). Au mois de novembre suivant, il prend la présidence de la fédération du parti dans le Land.
Il démissionne le 28 novembre 1993, sous la pression de l'opinion publique, après que Der Spiegel a révélé des salaires élevés perçus par les membres du gouvernement du Land. Il est remplacé à la présidence de la CDU régionale en décembre suivant et quitte alors la vie politique. Ne s'étant pas présenté aux élections régionales qui se tiennent en 1994, il est le seul ministre-président du Land à n'avoir jamais exercé de mandat parlementaire régional.

### Passage dans le secteur privé
En 1997, il devient consultant pour les entreprises et les particuliers. Représentant de la Deutsche Bahn auprès de l'Union européenne en 1998, il est recruté en 2001 comme conseiller du gouvernement bulgare pour le volet économique et financier de son adhésion à l'UE. Il enseigne par ailleurs la sociologie politique à la Gustav-Siewerth-Akademie, dans le Bade-Wurtemberg, entre 2006 et 2008.

### Démission de la CDU
Il décide de quitter l'Union chrétienne-démocrate d'Allemagne le 25 février 2009, critiquant l'évolution idéologique qu'il juge trop favorable aux sociaux-démocrates et les « manœuvres » d'Angela Merkel en vue de rester au pouvoir.